# Simca Racing Team

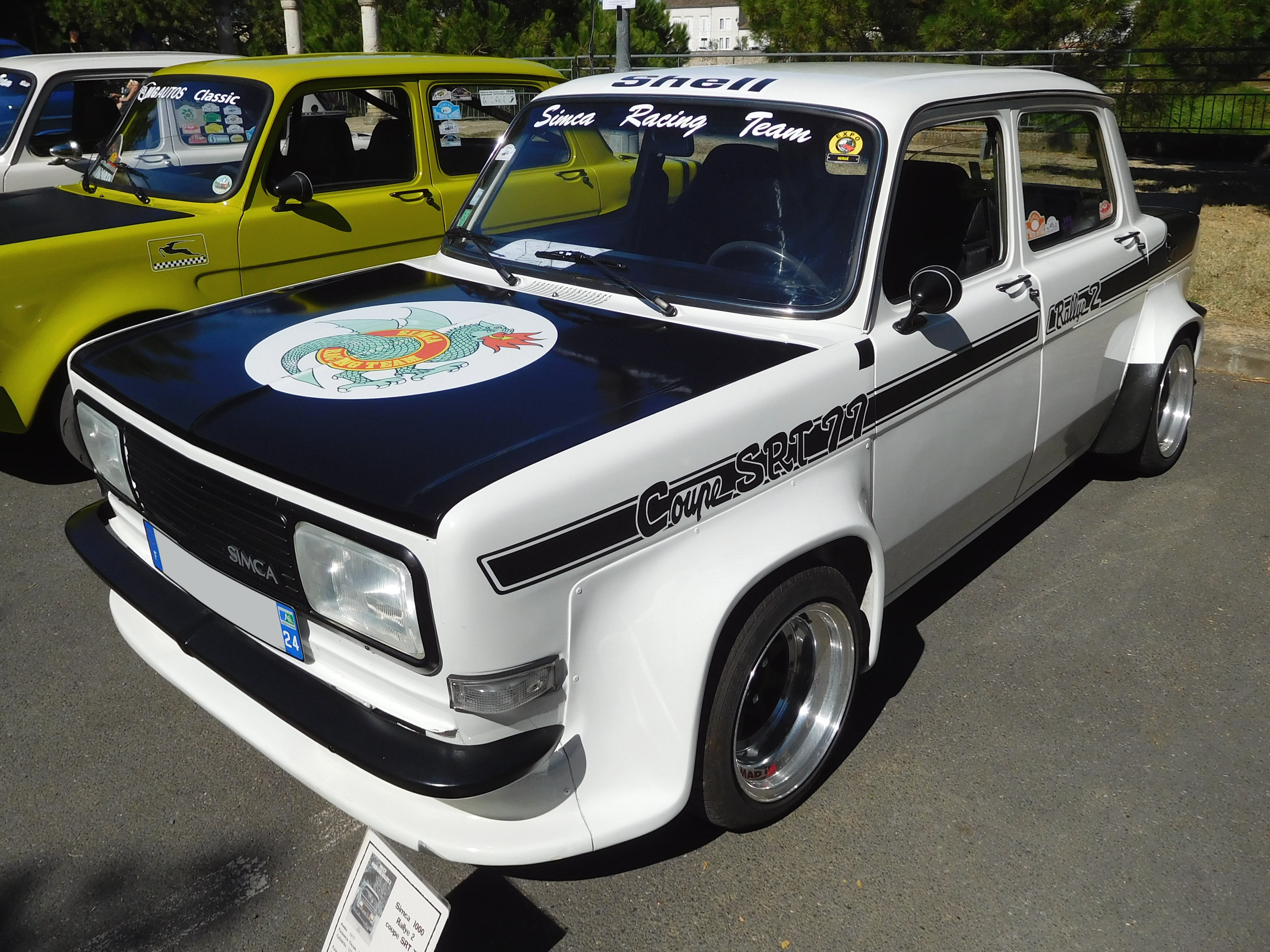
coupe SRT 1977.

Le Simca Racing Team (SRT) est une écurie de sport automobile française ayant existé entre 1972 et 1981.

## Historique
Le Simca Racing team a été fondé en 1972 pour que les jeunes puissent accéder à la compétition automobile à moindre frais, par la volonté de Henri Chemin qui a la charge du service compétition, et William Reiber à la tête du directoire de Simca-Chrysler.
Le SRT fait suite au challenge Simca-Shell qui fait courir des prototypes. Guy Fréquelin, Bernard Beghin, Michel Pignard et d'autres grands noms se font remarquer en circuit et course de côte. Ces coupes et challenges sont la continuité de l'époque des Simca 1000 Abarth (1962 à 1964). De la création du service compétition par William Reiber et Henri Chemin en 1969, avec la participation du coupé Simca 1200 S et son pilote officiel Bernard Fiorentino, qui passera ensuite sur le fameux Simca CG MC, puis en Sport-prototypes sur Matra Simca MS670.
Les SRT régionaux regroupent les membres. Les principaux SRT sont : Dijon, Lille, Toulon, Villemomble, Montargis, Pau, Vierzon, Cormeilles, Morsang, Corbeil, Chambourcy, Frémicourt, Nîmes, Albi, Villeneuve-Saint-Georges, Strasbourg, Lyon, Bastia, La Rochelle, et de nombreuses autres villes. Les membres sont répartis en Team 1 et Team 2, soit du simple adhérent jusqu'à celui qui participe aux compétitions.
Jacques Ménard fut le président national jusqu'en 1978 et Olivier Quesnel de 1979 à la fin du SRT en 1981. Les véritables artisans de cette grande aventure furent Claude Michel, Pierre Julien, Marc Seguin. La continuité du SRT s'est faite avec le Peugeot Talbot Sport, avec Jean Todt à sa tête.

## Résultats coupe SRT 1973
| Position | Rallye 1 Groupe 1 | Rallye 1 Groupe 1 | Rallye 2 Groupe 1 | Rallye 2 Groupe 1   | Rallye 2 Groupe 2 | Rallye 2 Groupe 2   |
| Position | Pilote            | Team              | Pilote            | Team                | Pilote            | Team                |
| -------- | ----------------- | ----------------- | ----------------- | ------------------- | ----------------- | ------------------- |
| 1        | Foucart           | SRT Lille         | Sarrazin          | SRT Lille           | Beyler            | SRT Hérimoncourt    |
| 2        | Thoreau           | SRT Perpignan     | Teulier           | SRT Rodez           | Dubois            | SRT Montargis       |
| 3        | Auguy             | SRT Villemomble   | Lavergne          | SRT Toulouse        | Carrère           | SRT Bordeaux        |
| 4        | Bonamour          | SRT Dijon         | Marchive          | SRT Bordeaux        | Delton            | SRT Avallon         |
| 5        | Beffy             | SRT Villefranche  | Hondelatte        | SRT Bayonne         | Touchard          | SRT Lille           |
| 6        | Coulon            | SRT Lille         | Bousquet          | SRT Dombasle        | Fontaine          | SRT Morsang         |
| 7        | Desclaux          | SRT Bordeaux      | Garcia de Barros  | SRT Caen            | Lauzeral          | SRT Saint-Germain   |
| 8        | Robert            | SRT Tournon       | Marze             | SRT Feurs           | Parde             | SRT Chaumont        |
| 9        | Bonduelle         | SRT Lille         | Ruiz              | SRT Avallon         | Crespin           | SRT Troyes          |
| 10       | Chevrette         | SRT Vierzon       | Lamé              | SRT Villemomble     | Fages             | SRT Tournon         |
| 11       | Legat             | SRT Feurs         | Picard            | SRT Toulouse        | Etève             | SRT Saint-Quentin   |
| 12       | Renoux            | SRT Vitry         | Cardinaud         | SRT Bordeaux        | Lavalète          | SRT Bordeaux        |
| 13       | Chevalier         | SRT Montargis     | Ribo              | SRT Bordeaux        | Martin            | SRT Rèze-les-Nantes |
| 14       | Monteil           | SRT Bayonne       | Dauvillaire       | SRT Lyon            | Picot             | SRT Morsang         |
| 15       | Mathieu           | SRT Toulouse      | Thévenot          | SRT Dijon           | Verard            | SRT Lyon            |
| 16       | Bassan            | SRT Paris         | Nualez            | SRT Bordeaux        | Naas              | SRT Saint-Louis     |
| 17       | Robert            | SRT Vitry         | Cylvere           | SRT Cosne-sur-Loire |                   |                     |
| 18       | Villy             | SRT Aubagne       | Carita            | SRT Périgueux       |                   |                     |
| 19       | Rolando           | SRT Fréjus        |                   |                     |                   |                     |
| 20       | Le Bris           | SRT Tours         |                   |                     |                   |                     |